# Смердов, Александр Иванович
Александр Иванович Сме́рдов (31 августа [13 сентября] 1910, Тёплая Гора — 11 июня 1986, Новосибирск) — русский советский поэт, переводчик, журналист и публицист. Главный редактор журнала «Сибирские огни» (1964—1975).

## Биография
Родился на Урале в 1910 году, в 1921 году семья перебралась в сибирский Каргат, а позднее — в Новосибирск. В 1930-е годы учился в Московском плановом институте (не окончил) и Литературном институте имени А. М. Горького (окончил заочно). Принимал участие в Великой Отечественной войне, был корреспондентом различных фронтовых газет. После войны был назначен ответственным секретарём Новосибирского отделения СП СССР. В конце 1950-х годов жил и работал в Китае собкором «Литературной газеты». В 1964—1975 годах — главный редактор журнала «Сибирские огни». В эти же годы опубликовал большое количество статей о Сибири, в частности программную статью «Рождение Сибирианы».
Как поэт дебютировал в 1930 году в «Сибирских огнях». Как отмечает критик А. Горшенин, «характерной чертой раннего Смердова стала романтика поиска, дальних дорог, жажда открытий <…> Не случайно и первую свою поэтическую книгу Смердов назвал „Письма с дороги“, а любимыми его героями долгое время были геологоразведчики, изыскатели новых трасс и стройплощадок, землепроходцы, труд которых поэт воспринимал как „повесть странствий“ и „поэму походов“».
В 1946 году опубликовал военную поэму «Пушкинские горы», в которой отразил собственный военный опыт и подвиг поэта Бориса Богаткова. В 1949 году Смердов вновь посетил Псковщину, после чего значительно переработал поэму.
Также известен как переводчик фольклора народов Сибири, в частности шорского героического эпоса «Ай-Толай».
Похоронен на Заельцовском кладбище Новосибирска, уч. 37.

## Награды
- Орден Трудового Красного Знамени (28 октября 1967 года) — за заслуги в развитии советской литературы и активное участие в коммунистическом воспитании трудящихся[5].